# Vác–Balassagyarmat-vasútvonal
A Börzsöny lábánál, majd az Ipoly völgyében haladó Vác–Balassagyarmat-vasútvonal a MÁV 75-ös számú, egyvágányú, nem villamosított mellékvonala.

## Történet
A mai vasútvonal Drégelypalánk és Balassagyarmat közötti szakaszának elődjét a MÁV egykori leányvállalata, a Garam–Ipolyvölgyi MÁV-HÉV társaság építette. A hajdan Ipolyságtól Balassagyarmatig épült 29 km hosszú vonalat 1891. augusztus 15-én nyitották meg. A felépítmény 21,75 kg/fm tömegű, „m” jelű sínekből épült.
A mai vasútvonal Vác és Drégelypalánk közötti szakaszát a Duna–Ipolyvölgyi HÉV társaság építette. A hegyipálya jellegű vonalat 1909. július 11-én helyezték üzembe, a Diósjenő–Romhány közötti szárnyvonallal együtt. A helyiérdekű vasútvonal Vác állomáson csatlakozott a MÁV Budapest–Érsekújvár vonalához. Az alépítmény kialakítása jelentős földmunkával járt, viszonylag sok műtárgy épült, köztük két nagyobb méretű, egy 11 m nyílású boltozott és egy 12 m nyílású vasszerkezetű híd. A felépítmény 23,6 kg/fm tömegű, „i” jelű sínekből épült.
2023. december 10-től a vasútvonalon feltételes megállási rendet vezettek be Fenyveshegy, Berkenye, Borsosberény, Drégelyvár, Sáferkút, Drégely, Ipolyvece, Dejtár és Ipolyszög megállóhelyeken.
2025 májusában miniszterelnöki szintű megállapodás született Magyarország és Szlovákia között a határátkelési lehetőségek bővítéséről, ezen belül többek között Balassagyarmat térségében a határon átnyúló vasúti kínálat bővítéséről.

## Felépítmény
A jelenlegi felépítmény hagyományos, hevederes illesztésű, a 48 kg/fm sínrendszerű vágány vegyesen talpfás és vasbetonaljas alátámasztású. A sínleerősítés szintén vegyes, geós, illetve nyíltlemezes. Az ágyazat zúzottkő, illetve salak.

## Képek

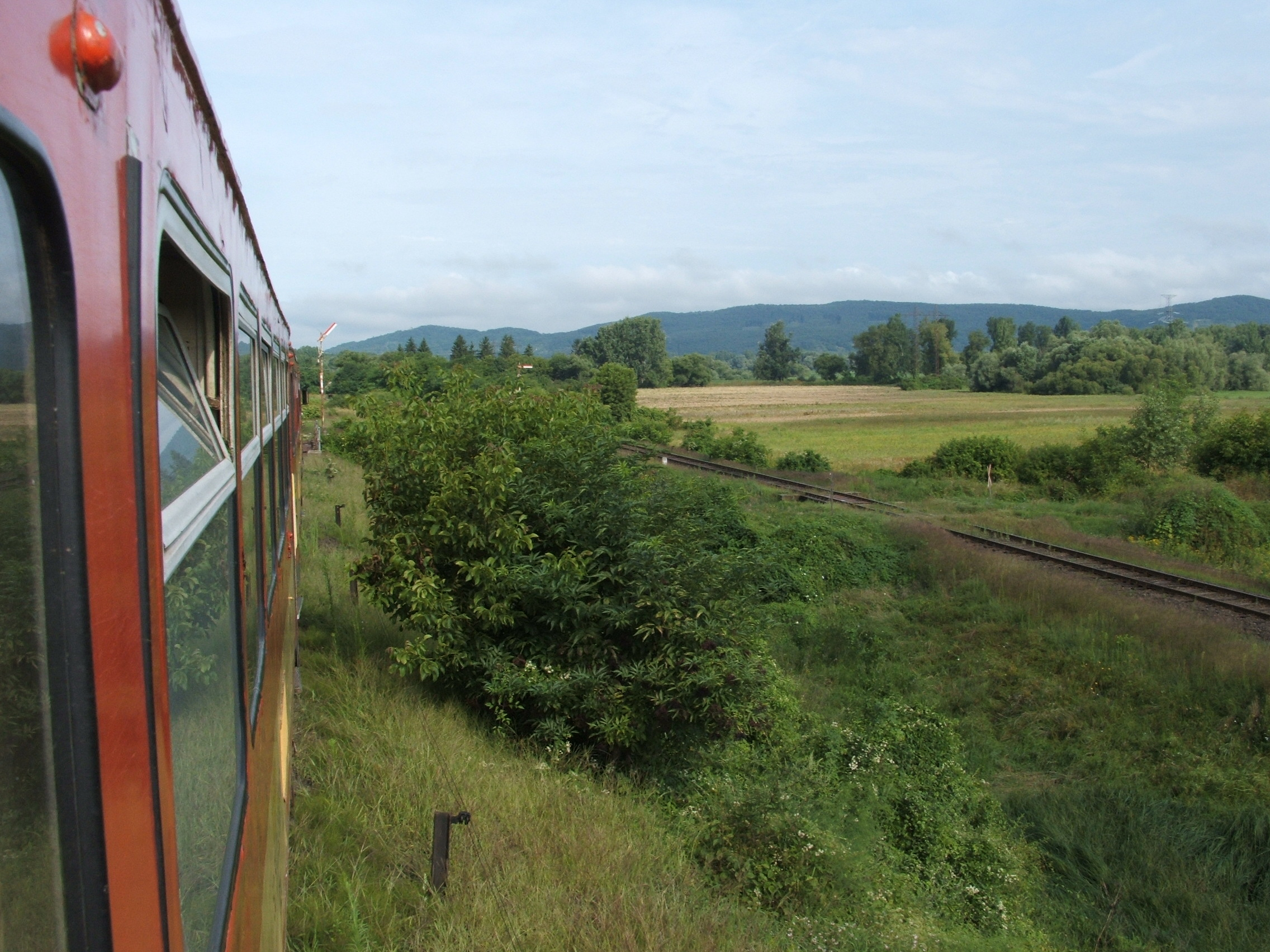
Érkezés Drégelypalánkra Vác felől. Drégelypalánkon irányt vált a vonat, jobbra látható a vasútvonal folytatása Balassagyarmat felé
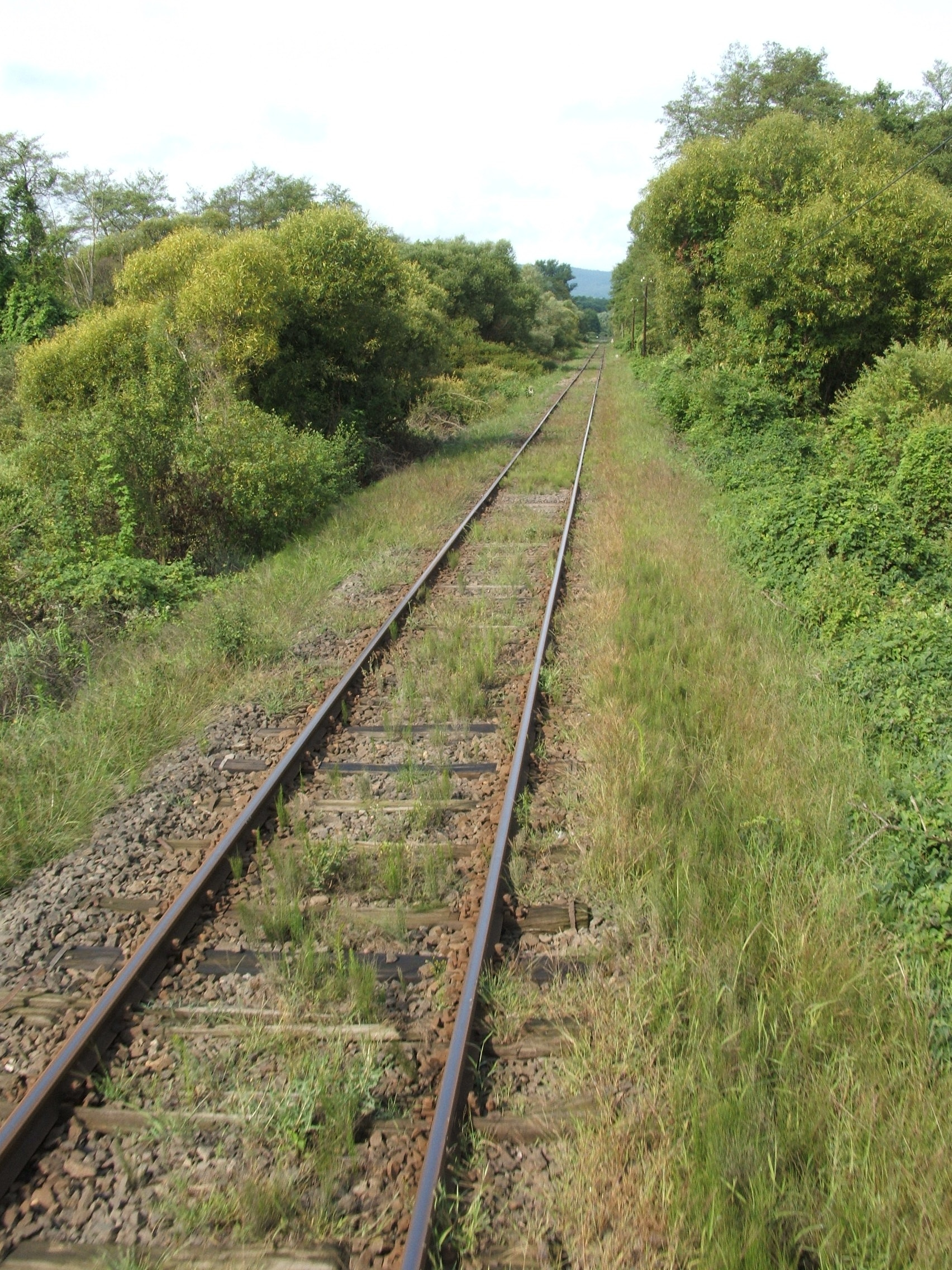
Pályarészlet Drégelypalánk és Ipolyvece között
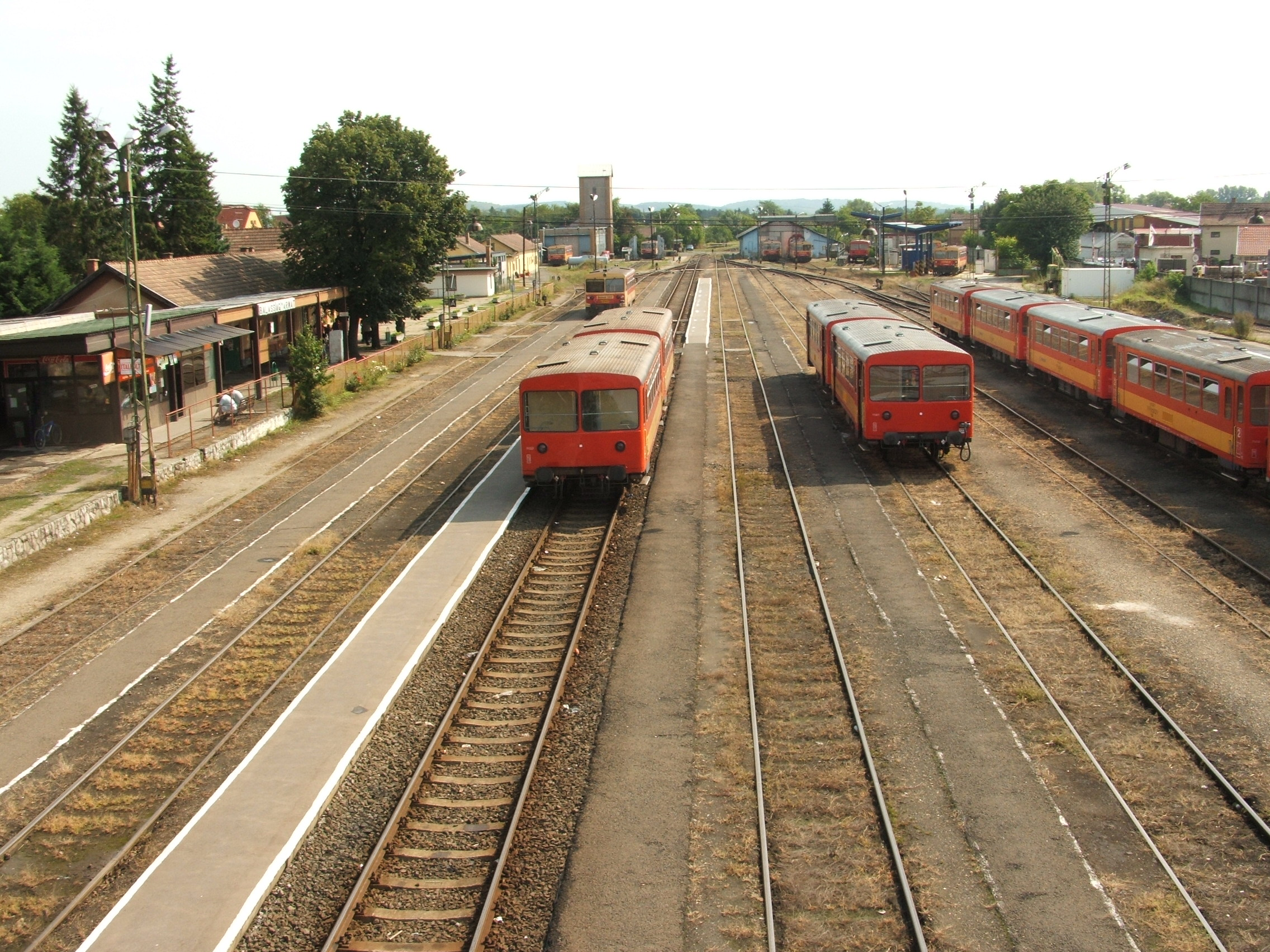
A végállomás Balassagyarmat állomás vágányai

## Járatok
A lista a 2020–2021-es menetrend adatait tartalmazza.
| Vonat          | Útvonal                                         |
| személyvonatok | személyvonatok                                  |
| -------------- | ----------------------------------------------- |
| S750           | Vác – Diósjenő – Drégelypalánk – Balassagyarmat |